# Erythrochiton brasiliensis
Erythrochiton brasiliensis là một loài thực vật có hoa trong họ Cửu lý hương. Loài này được Nees & Mart. mô tả khoa học đầu tiên năm 1823.

## Hình ảnh

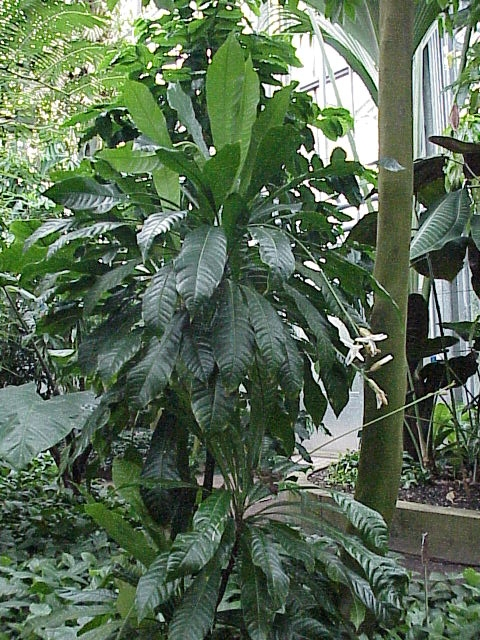
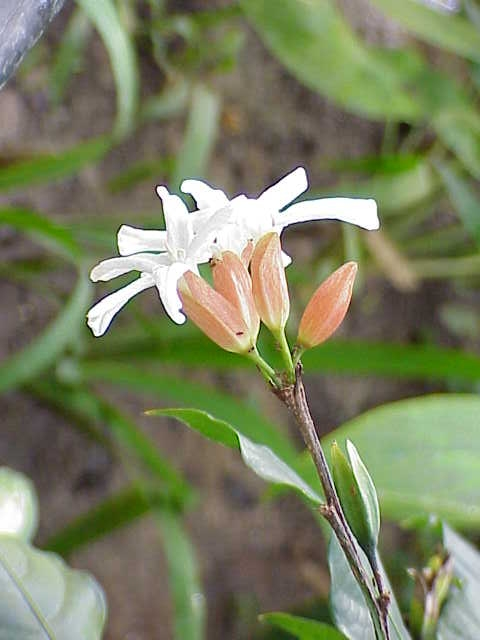
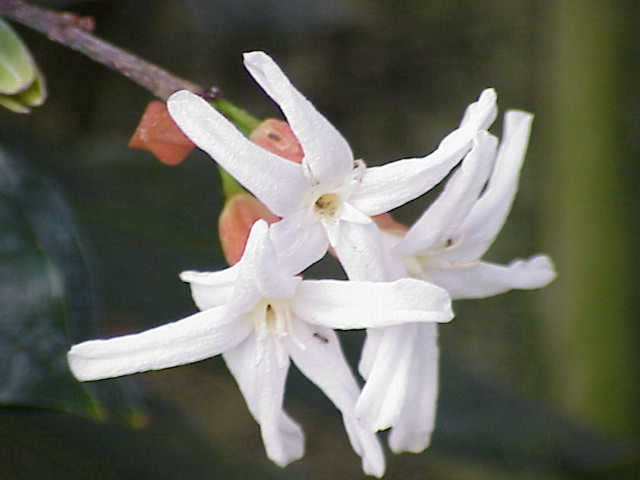
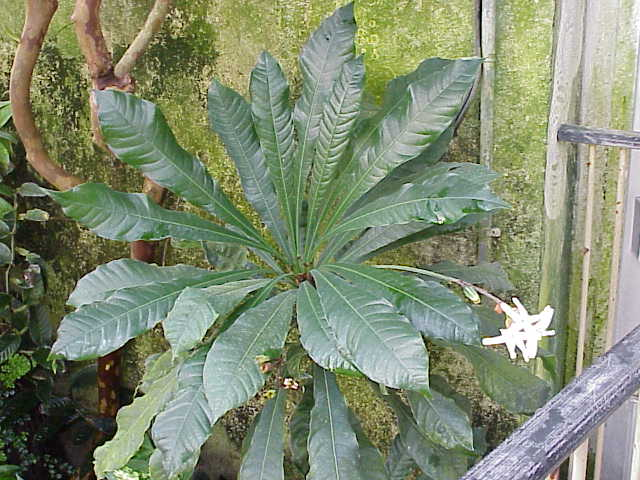